# Sheffield Wednesday FC
Sheffield Wednesday FC är en fotbollsklubb i Sheffield i England, grundad 1867. Det var ursprungligen en cricket-klubb grundad 1820. Fotbollsklubben bildades för att hålla spelarna aktiva under vintersäsongen. Den bestod av lokala arbetare som brukade ta ledigt på onsdagseftermiddagar, därav namnet Sheffield Wednesday. Det officiella namnet fram till 1929 var The Wednesday FC. Klubben är den femte äldsta i engelska ligan och har gjort sammanlagt 66 säsonger i den högsta divisionen. Klubben har vunnit ligan fyra gånger, FA-cupen tre gånger samt Ligacupen en gång. Ligacupvinsten från 1991 är klubbens senaste större framgång och den enda av titlarna som är tagen efter andra världskriget.
Sheffield Wednesday spelar sedan säsongen 2023/2024 i andradivisionen EFL Championship.

## Historia

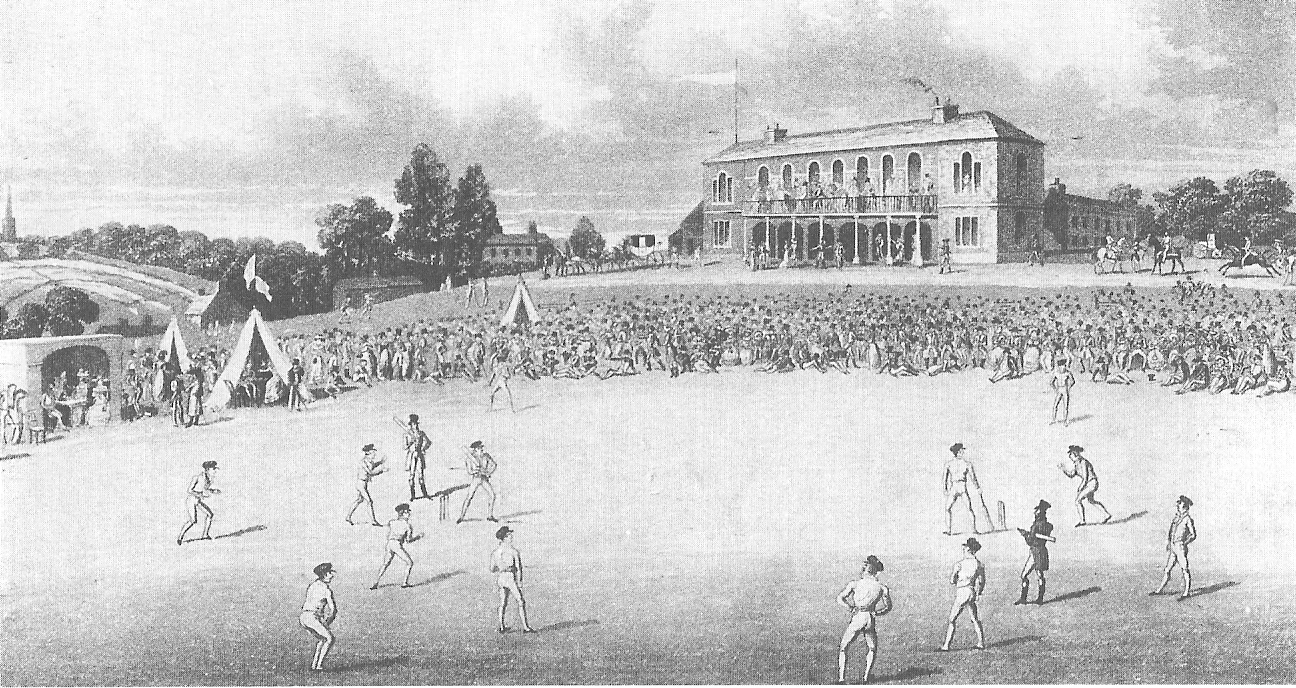
Cricketmatch i Sheffield på 1820-talet.

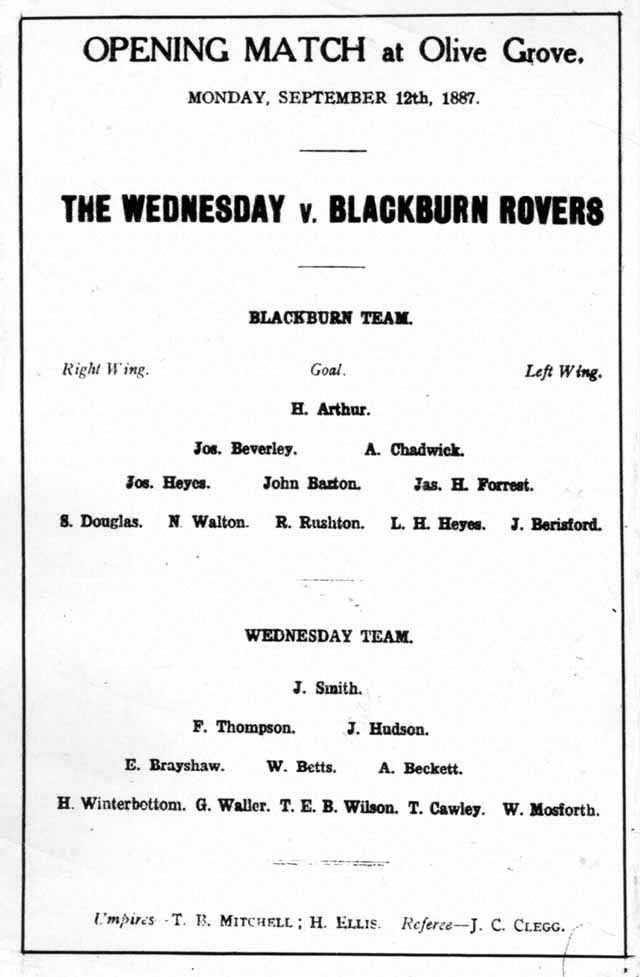
Annons för en match mot Blackburn Rovers den 12 september 1887.

Klubben bildades 1820 som The Wednesday Cricket Club (Wednesday eftersom de spelade sina matcher på onsdagar). 1867 bildades även ett fotbollslag, The Wednesday Football Club. Tanken med detta var att hålla spelarna aktiva under vintersäsongen. Efterhand tog dock fotbollen över allt mer och 1882 delades cricket och fotbollsverksamheten upp i två separata klubbar.
Fotbollsklubben blev professionell 1887. Deras första hemmaplan var Brammall Lane (senare hemmaarena för lokalrivalerna Sheffield United), som de lämnade för nybyggda Olive Grove. Där höll de till i drygt tio år innan de 1899 flyttade till den nuvarande hemmaarenan Hillsborough Stadium.
Efter att ha fått en ansökan om medlemskap i The Football League avslagen 1889 gick de i stället med i Football Alliance och blev dess första mästare 1890. Samma säsong nådde de även FA-cupfinalen där det blev förlust mot Blackburn Rovers med 1-6.
1892 blev de invalda i The Football League. I början av 1900-talet hade klubben sin första storhetstid då de vann ligan två säsonger i följd 1902/03 och 1903/04. De vann även FA-cupen två gånger, 1895/96 och 1906/07.
1928 inleddes klubbens andra storhetsperiod. Säsongerna 1928/29 och 1929/30 vann de åter ligan två år i följd och fram till 1935 blev de bara en enda gång sämre än trea i ligan. 1935 vann de FA-cupen för tredje och hittills senaste gången.
Efter andra världskriget blev klubben flera gånger nedflyttade till Second Division, och även om de oftast snabbt lyckades ta sig tillbaka var det tydligt att glansdagarna var förbi. Efter en liten uppgångperiod med FA-cupfinal 1966 inleddes klubbens mörkaste period under 1970-talet då de för första gången blev nedflyttade till Third Division och blev kvar där i fem säsonger.
Under nästa decennium lyckades de under tränaren Howard Wilkinson åter bli ett etablerat lag i högsta divisionen. Framgångarna fortsatte en bit in på 1990-talet under ledning av Ron Atkinson. 1990/91 vann de Ligacupen och säsongen 1992/93 gick de till final i både FA-cupen och Ligacupen.
Därefter har klubben åter haft stora problem och flyttats ner till tredjedivisionen vid två tillfällen. Säsongen 2011/12 gick de upp i The Championship igen efter två säsonger i League One. Detta efter hård konkurrens om direktuppflyttningsplatsen med ärkerivalen Sheffield United.
Den 6 september 2019 blev Garry Monk anställd som ny huvudtränare i Sheffield Wednesday. Inför starten av säsongen 2020/2021 blev klubben tilldelade ett avdrag på 12 poäng efter att ha brutit mot EFL:s regler, ett avdrag som dock halverades till 6 poäng efter överklagan. Efter en tung start på säsongen blev Monk den 9 november 2020 avskedad av Sheffield Wednesday och fyra dagar senare ersatt av Tony Pulis. Dock blev Pulis avskedad den 28 december 2020 efter endast 45 dagar som tränare. Laget leddes därefter av den tillfälliga tränaren Neil Thompson fram till i mars 2021 då Darren Moore blev anställd som säsongens tredje permanenta tränare. Han lyckades dock inte rädda kvar Sheffield Wednesday i Championship och de blev nedflyttade till League One efter nio år i andradivisionen.

## Spelare

### Spelartrupp
| 1  | Nordirland | Pierce Charles  | 21 juli 2005    | Sheffield Wednesday FC |
| 25 | Wales      | Logan Stretch   | 4 november 2006 | Sheffield Wednesday FC |
| 34 | Irland     | Killian Barrett | 15 mars 2004    | Binfield (-24)         |
| 35 | England    | Jack Phillips   | 15 oktober 2005 | Sheffield Wednesday FC |

| 2  | Skottland | Liam Palmer      | 19 september 1991 | Sheffield Wednesday FC        |
| 3  | England   | Max Lowe         | 11 maj 1997       | Sheffield United (-24)        |
| 5  | Jamaica   | Di'Shon Bernard  | 14 oktober 2000   | Manchester United (-23)       |
| 6  | England   | Dominic Iorfa    | 24 juni 1995      | Wolverhampton Wanderers (-19) |
| 7  | Tunisien  | Yan Valery       | 22 februari 1999  | Angers (-24)                  |
| 22 | Irland    | Gabriel Otegbayo | 11 februari 2005  | Sheffield Wednesday FC        |
| 23 | Brasilien | Gui Siqueira     | 6 december 2004   | Sheffield Wednesday FC        |
| 27 | England   | Reece Johnson    | 31 januari 2006   | Sheffield Wednesday FC        |

| 4  | Zimbabwe  | Sean Fusire        | 31 maj 2005      | Sheffield Wednesday FC     |
| 8  | Sverige   | Svante Ingelsson   | 14 juni 1998     | Hansa Rostock (-24)        |
| 9  | Jamaica   | Jamal Lowe         | 21 juli 1994     | AFC Bournemouth (-24)      |
| 10 | Skottland | Barry Bannan       | 1 december 1989  | Crystal Palace (-15)       |
| 14 | England   | Nathaniel Chalobah | 12 december 1994 | West Bromwich Albion (-24) |
| 20 | England   | Rio Shipston       | 7 november 2004  | Sheffield Wednesday FC     |
| 36 | Portugal  | Bruno Fernandes    | 9 januari 2006   | Sheffield Wednesday FC     |
| 37 | England   | Jarvis Thornton    | 10 januari 2006  | Sheffield Wednesday FC     |

| 11 | Kanada  | Iké Ugbo           | 21 september 1998 | Troyes (-24)            |
| 17 | England | Charlie McNeill    | 9 september 2003  | Manchester United (-24) |
| 18 | England | Bailey Cadamarteri | 9 maj 2005        | Sheffield Wednesday FC  |
| 19 | Polen   | Olaf Kobacki       | 10 juli 2001      | Arka Gdynia (-24)       |

Not: Spelare i kursiv stil är inlånade.

### Utlånade spelare
| Nr | Land | Pos | Namn |
| -- | ---- | --- | ---- |

| Nr | Land | Pos | Namn |
| -- | ---- | --- | ---- |

### Kända spelare
| Namn           | Årtal     | Matcher | Mål |
| -------------- | --------- | ------- | --- |
| Viv Anderson   | 1991–1993 | 95      | 13  |
| Paolo Di Canio | 1997–1999 | 48      | 17  |
| Derek Dooley   | 1947–1953 | 63      | 63  |
| Trevor Francis | 1991–1994 | 89      | 9   |
| Chris Waddle   | 1992–1996 | 147     | 15  |

### Svenska spelare
- Roland Nilsson 1989–1994
- Klas Ingesson 1994–1996
- Niclas Alexandersson 1997–2000
- Bojan Djordjic 2001–2002
- Ola Tidman 2003–2005
- Svante Ingelsson 2024-

## Smeknamn
Klubben kallas för The Owls ("Ugglorna"). Det kommer från att klubbens hemmaarena ligger i stadsdelen Owlerton i Sheffield. De kallas även för The Wednesday.

## Meriter
- Ligamästare: 1902/03, 1903/04, 1928/29, 1929/30
- FA-cupmästare: 1895/96, 1906/07, 1934/35
- Ligacupmästare: 1990/91
- Charity Shield: 1935

## Ligahistorik

Klubbens ligaplaceringar från och med 1892.

- Division 1/Premier League: 1892–99, 1900–20, 1926–37, 1950–51, 1952–55, 1956–58, 1959–70, 1984–90, 1991–2000
- Division 2/The Championship: 1899–1900, 1920–26, 1937–50, 1951–52, 1955–56, 1958–59, 1970–75, 1980–84, 1990–91, 2000–03, 2005–10, 2012–21, 2023–
- Division 3/League One: 1975–80, 2003–05, 2010–12, 2021–23

## Rivalitet
Klubbens ärkerivaler är Sheffield United. Steel City derby, som matcherna mellan lagen kallas, är ett av de hetaste och mest prestigeladdade i England.
Det är även rivalitet med de övriga klubbarna från Yorkshire-området, främst med Barnsley och Leeds United.

## Klubbrekord
- Största seger: 12-0 mot Halliwell, FA-cupen, 17 januari 1891.
- Största ligaseger: 9-1 mot Birmingham, Division 1, 13 december 1930.
- Största förlust: 0-10 mot Aston Villa, Division 1, 5 oktober 1912.
- Flest ligamål under en säsong: 106, Division 2, 1958-59.
- Flest ligamatcher i följd utan förlust: 19, Division 1, 10 december 1960-8 april 1961.
- Flest ligamatcher i följd utan seger: 20, Division 2/Division 3, 11 januari-30 augusti 1975.
- Flest vunna ligamatcher i följd: 9, Division 1, 23 april-15 oktober 1904.
- Flest förlorade ligamatcher i följd: 8, Division 2, 9 september-17 oktober 2000.
- Flest antal matcher: Andrew Wilson, 545 (varav 501 i ligan), 1900-20.
- Flest mål: Andrew Wilson, 216 (varav 199 i ligan), 1900-20.
- Flest ligamål under en säsong: Derek Dooley, 46, Division 2, 1951/52.
- Flest mål av en spelare i en match: 6, av Douglas Hunt mot Norwich City, Division 2, 19 november 1938.
- Störst publik: 72 841 mot Manchester City, FA-cupens 5:e omgång, 17 februari 1934.